# مستا (بلغارستان)
مستا (به بلغاری: Mesta) یک منطقهٔ مسکونی در بلغارستان است که در شهرداری بنسکا واقع شده‌است.
 مستا  ۲۴۸ نفر جمعیت دارد و ۹۲۰ متر بالاتر از سطح دریا واقع شده‌است.